# Nazionale maschile di pallanuoto della Jugoslavia
La nazionale di pallanuoto maschile della Jugoslavia è stata la rappresentativa maschile nelle competizioni pallanuotistiche internazionali del Regno di Jugoslavia (1918-1941), della Repubblica Socialista Federale di Jugoslavia (1943-1992) e della Repubblica Federale di Jugoslavia (1992-2003).

## Storia
È stata una delle nazionali più vincenti della pallanuoto: nel suo palmarès si contano tre olimpiadi, due mondiali, due europei e due coppe del mondo, con un totale di 35 podi conquistati in queste manifestazioni.
L'erede diretta della nazionale Jugoslava è la Serbia, la quale ha partecipato fino al 2003 sotto il nome di Jugoslavia, e fino al 2006 sotto il nome di Serbia e Montenegro prima di diventare stato indipendente. Fino al 1991 la nazionale jugoslava ha partecipato nelle competizioni con atleti provenienti da tutte le repubbliche federali, poi dopo la dissoluzione, nella rosa comparivano giocatori serbi e montenegrini.

## Risultati

### Massime partecipazioni
Olimpiadi
- 1936 9º
- 1948 9º
- 1952  Argento
- 1956  Argento
- 1960 4º
- 1964  Argento
- 1968  Oro
- 1972 5º
- 1976 5º
- 1980  Argento
- 1984  Oro
- 1988  Oro
- 1996 8º
- 2000  Bronzo

Mondiali
- 1973  Bronzo
- 1975 13º
- 1978  Bronzo
- 1982 7º
- 1986  Oro
- 1991  Oro
- 1998  Bronzo
- 2001  Argento

Europei
- 1927 9º
- 1934 5º
- 1947 8º
- 1950  Bronzo
- 1954  Argento
- 1958  Argento
- 1962  Argento
- 1966  Bronzo
- 1970  Bronzo
- 1974  Bronzo
- 1977  Argento
- 1981 4º
- 1983 4º
- 1985  Argento
- 1987  Argento
- 1989  Argento
- 1991  Oro
- 1997  Argento
- 1999 7º posto
- 2001  Oro

### Altre
Coppa del Mondo
- 1979  Bronzo
- 1981  Argento
- 1983 7º
- 1985 4º
- 1987  Oro
- 1989  Oro
- 1991  Argento
- 1997  Argento
- 1999 5º
- 2002  Bronzo

Giochi del Mediterraneo
- 1959  Oro
- 1963  Argento
- 1967  Oro
- 1971  Oro
- 1975  Argento
- 1979  Oro
- 1983  Oro
- 1991  Argento
- 1997  Oro

### Competizioni giovanili
- Universiadi: 3

1959, 1961, 1995
- Campionato mondiale U20: 1

1989
- Campionato europeo U19: 6

1988, 1990, 1996, 1998, 2000, 2002
- Campionato europeo U18: 2

1987, 1995

## Formazioni

### Olimpiadi
Giochi olimpici - Berlino 1936Mihovilović • Tarana • Cvjetković • Roje • Bonačić • Ciganović • Tošović • Ćurlica • Fux • Giovanelli • Pavičić, CT: 
Giochi olimpici - Londra 1948Kovačić • Bakašun • Giovanelli • Curtini • Brainović • Ciganović • Grkinić • Amšel • Štakula • Radić • Strmac, CT: -
Giochi olimpici - Helsinki 1952Amšel · Kovačić · Bakašun · Štakula · Ježić · Curtini · Vuksanović · Radonjić · Ivković · Brainović · Šiljak, CT: -
Giochi olimpici - Melbourne 1956Amšel · Cipci · Franjković · Ivković · Ježić · Kačić · Kovačić · Radonjić · Žužej · Štakula · Vuksanović, CT: -
Giochi olimpici - Roma 1960Muškatirović · Kačić · Šimenc · Ježić · Žužej · Nardelli · Sandić · Stanišić · Cipci · Čukvas · Radan · Šiljak, CT: -
Giochi olimpici - Tokyo 1964Muškatirović · Trumbić · Rosić · Šimenc · Stanišić · Nardelli · Janković · Sandić · Nonković · Bonačić · Stipanić, CT: -
Giochi olimpici - Città del Messico 1968Bonačić · Dabović · Hebel · Janković · Lopatni · Marović · Perišić · Poljak · Sandić · Stipanić · Trumbić, CT: Aleksandar Sajfert
Giochi olimpici - Monaco di Baviera 1972Stipanić • Rudić • Bonačić • Marović • Lopatni • Janković • Belamarić • Antunović • Perišić • Sandić • Marković, CT: Vlaho Orlić
Giochi olimpici - Montréal 1976Marković • Bonačić • Marović • Manojlović • Savinović • Polić • Belamarić • Antunović • Dabović • Lozica • Kačić, CT: Vlaho Orlić
Giochi olimpici - Mosca 1980Vezilić · Gopčević · Polić · Rudić · Mustur · Roje · Bebić · Trifunović · Lozica · Manojlović · Krivokapić, CT: Trifun Miro Ćirković
Giochi olimpici - Los Angeles 19841 Krivokapić, 2 Lušić, 3 Petrović, 4 Vuletić, 5 Đuho, 6 Roje, 7 Bebić, 8 Bukić, 9 Sukno, 10 Paškvalin, 11 Milanović, 12 Andrić, 13 Popović, CT: Ratko Rudić
Giochi olimpici - Seul 19881 Šoštar, 2 Lušić, 3 Šimenc, 4 Bukić, 5 Đuho, 6 Andrić, 7 Vičević, 8 Gočanin, 9 Bezmalinović, 10 Paškvalin, 11 Milanović, 12 Rađenović, 13 Posinković, CT: Ratko Rudić
Giochi olimpici - Atlanta 1996Šoštar • Trbojević • Subotić • Zimonjić • Milanović • Šapić • Vičević • Uskoković • Savić • Jelenić • Vujasinović • Perović • Tadić, CT: Dragan Andrić
Giochi olimpici - Sydney 2000Zimonjić · Vasović · Vujasinović · Vukanić · Šoštar · Trbojević · Uskoković · Kuljača · Šapić · Savić · Ćirić · Ikodinović · Jelenić, CT: Nenad Manojlović

### Altre
- Mondiali - Madrid 1986 -  Oro:

Dragan Andrić, Perica Bukić, Veselin Đuho, Milorad Krivokapić, Deni Lušić, Igor Milanović, Tomislav Paškvalin, Zoran Petrović, Andrija Popović, Dubravko Šimenc, Aleksandar Šoštar, Ante Vasović e Mirko Vičević.
- Coppa del Mondo - Salonicco 1987 -  Oro:

Dragan Andrić, Perica Bukić, Veselin Đuho, Igor Gočanin, Deni Lušić, Zoran Mikčević, Igor Milanović, Renco Posinković, Goran Rađenović, Marinko Roje, Aleksandar Šoštar, Ante Vasović e Tino Vegar.
- Coppa del Mondo - Berlino Ovest 1989 -  Oro:

Mislav Bezmalinović, Perica Bukić, Milan Delić, Igor Gočanin, Viktor Jelenić, Igor Milanović, Dušan Popović, Dubravko Šimenc, Aleksandar Šoštar, Ante Vasović e Mirko Vičević.
- Mondiali - Perth 1991 -   Oro:

Mislav Bezmalinović, Perica Bukić, Viktor Jelenić, Igor Milanović, Vitomor Padovan, Dušan Popović, Ranko Posinković, Goran Radienović, Dubravko Šimenc, Aleksandar Šoštar, Vaso Subotić, Ante Vasović e Mirko Vičević.
- Europei - Atene 1991 -  Oro:

Aleksandar Šoštar, Dušan Popović, Vaso Subotić, Predrag Zimonjić, Igor Milanović, Viktor Jelenić, Mirko Vičević, Vitomir Padovan, Veljko Uskoković, Igor Gočanin, Dušan Čirković, Goran Radienović, Nikola Ribić,  Željko Vičević e Milan Tadić.
- Europei - Budapest 2001 -  Oro:

Aleksandar Šoštar, Petar Trbojević, Nikola Kuljača, Predrag Zimonjić, Dejan Savić, Danilo Ikodinović, Viktor Jelenić, Veljko Uskoković, Aleksandar Ćirić, Aleksandar Šapić, Vladimir Vujasinović, Nenad Vukanić, Branko Peković e Denis Šefik.